# ERacer
eRacer est un jeu vidéo de course développé et édité par Rage Software, sorti en 2001 sur Windows.

## Accueil
- Gamekult : 6/10[1]
- GameStar : 64 %[2]
- Jeuxvideo.com : 15/20[3]
- PC Player Allemagne : 72 %[4]
- Power Unlimited : 55 %[5]